# Trzciano (województwo kujawsko-pomorskie)
Trzciano – wieś w Polsce położona w województwie kujawsko-pomorskim, w powiecie wąbrzeskim, w gminie Ryńsk. Siedziba sołectwa.
Według podziału administracyjnego Polski obowiązującego w latach 1975–1998, miejscowość należała do województwa toruńskiego. Według Narodowego Spisu Powszechnego (III 2011 r.) liczyła 215 mieszkańców. Jest siedemnastą co do wielkości miejscowością gminy Ryńsk.
W okolicy Trzciana odkryto narzędzia krzemienne pozostałe po ludziach zamieszkujących tę okolicę 10 tysięcy lat temu.